# فرودگاه بنگبو
فرودگاه بنگبو (به انگلیسی: Bengbu Airport) یک فرودگاه نظامی و همگانی با کد یاتا BFU است. این فرودگاه در کشور چین قرار دارد.